# Exaptation
En exaptation är, likt anpassningar, en egenskaps funktion som ökar fitness hos organismen i fråga. Skillnaden är att en exaptation inte formats till aktuell funktion genom naturligt urval, utan egenskapen har ursprungligen haft en annan funktion, eller ingen funktion alls. 

## Historik och definition
Termen, som inte så ofta används numera[källa behövs], myntades av Gould & Vrba 1982, då de ansåg att det saknades terminologi för att beskriva egenskaper som troligtvis bytt funktion. 
Problematiken hade belysts tidigare men aldrig blivit namngiven, och därför inte sällan förbisetts. 
Gould & Vrba definierade exaptation på följande vis:
"(1) En karaktär som tidigare är formad av naturlig selektion för en särskild funktion (en anpassning) som får ett nytt användningsområde – kooptering. (2) En karaktär, vars ursprung inte kan härledas till naturlig selektion (en nonaption), som får ett nytt användningsområde – kooptering. Gould and Vrba (1982, Table 1)"
Redan Darwin funderade kring detta och uppmärksammade det faktum att vissa egenskapers funktioner inte verkar vara ursprungliga, och därför inte ursprungligen selekterats fram för sin nuvarande funktion. I hans ”om arternas uppkomst” skriver han så här:
”Suturerna i unga däggdjurs huvuden ses som en vacker anpassning för att hjälpa till barnafödandet, och ingen tvekan om att detta underlättar, eller till och med är helt nödvändigt; men att suturerna återfinns hos fågel- och reptilungar, vilka enbart ska ta sig ur ett trasigt ägg, kan betyda att dessa strukturer kan ha uppstått tidigare men att de mer utvecklade djuren senare kan ha dragit fördel av dessa vid barnafödande.” 
Han var noga med att inte rubricera detta som en anpassning eftersom den nuvarande funktionen hos däggdjur inte evolverat fram genom selektion mot denna funktion. 
Dock var det Williams som först identifierade problemet gällande funktioner vilka ej är ursprungliga; han menade att man skulle skilja på en anpassning och dess funktion från en ”tillfällig effekt” (en effekt som inte är den den selekterats för)  Dock namngav han inte detta.

## Exempel på exaptationer
- Det kanske mest kända exemplet rör uppkomsten av fåglars fjädrar. Fossiler av den första för oss kända anfadern till fåglar, Archaeopteryx indikerar att den enbart hade en  väldigt primitiv flygförmåga men att den ändå hade samma fjäderstrukturer som dagens fåglar. Detta leder oss till insikten att fjädrarna ursprungligen selekterats för ett annat ändamål än flygförmågan, som alltså verkar vara en exaptation. En känd hypotes säger att fjädrarna selekterats fram för att hålla värme. [4][5] En annan hypotes är att fjädrarna uppstått för att maximera handens yta för att på så sätt enklare kunna fånga insekter[4]

- En ännu senare exaptation syftar på svarthäger (Egretta ardesiaca) som använder sina vingar för att skugga vattenytan och således effektivisera sin bytesjakt, detta verkar vara genetiskt.[6]

- Ett annat exempel är vertebraternas skelett, som man upptäckt utvecklats för tidigt i evolutionen för att ha uppkommit för sin huvudsakliga nuvarande funktion – att ge strukturellt stöd. Benets funktion idag är en exaptation, och anpassningen som evolverats fram är lagring av fosfater som djur med mycket muskelmassa konstant måste ha tillgång till.[7][8]

- Lungor hos väldigt primitiva fiskar evolverade till lungor i landlevande organismer men också till simblåsan, i mer komplexa fiskar, vars funktion är att få fisken flytande. Gasblåsan ger flytkraft, det är alltså en exaptation.[9]

- Ett exempel på en egenskap som är en ”non-aption”, är repetitivt DNA, som finns i genomet utan egentlig funktion, [10][11] men kan komma att ha en funktion som på så sätt blir en exaptation. [1]

## Kontroverser kring termen
Reeve & Sherman (1993) ansåg att termen var bristfällig och ifrågasatte den på flera grunder. 
Enligt Gould & Vrba tar en exaptation vid där en adaption slutar, vilket skapar frågeställning om när och hur man drar gränsen för en ny funktion. Hur definieras en ny funktion? 
Är vårt hörselbens nuvarande funktion en exaptation? Då den från början tog upp ljud och nu fungerar för kommunikation via en telefon? 
De konstaterar även att nästintill alla egenskaper enligt Gould & Vrbas definition skulle vara exaptationer, om man bara går tillräckligt långt tillbaka i tiden. Konsekvensen blir att i stort sett alla anpassningar skulle bli exaptationer, och därmed löser termen egentligen inte några problem. Det kan dessutom vara svårt att i praktiken utröna vad en egenskap ursprungligen selekterats för, eftersom nuvarande användning ofta inte säger något om historiskt ursprung. För vissa egenskaper, som beteenden kan det i princip vara omöjligt att härleda ursprungliga funktioner. 